# Brasilianisch-südafrikanische Beziehungen
Die brasilianisch-südafrikanischen Beziehungen umfassen die bilateralen Beziehungen zwischen Brasilien und Südafrika. Sie unterhalten seit 1948 offizielle diplomatische Beziehungen.
Ihr Verhältnis gilt als sehr gut. Die heutigen Beziehung der beiden Südatlantik-Anrainerstaaten, die auf erste historische Bezüge im Portugiesischen Kolonialreich des 16. Jahrhunderts zurückgehen, intensivierten sich nach dem Ende der südafrikanischen Apartheidspolitik 1994 und insbesondere mit den außenpolitischen Initiativen Brasiliens unter Präsident Lula da Silva ab 2003 deutlich. So gehören sie heute zu den bedeutendsten Schwellenländern des Globalen Südens und sind in ihrer jeweiligen Weltregion die wichtigste Volkswirtschaft. Sie gehören beide zu den BRICS-, den G20- und den BASIC-Staaten, und pflegen auch in zahlreichen weiteren Gremien und Institutionen eine enge Zusammenarbeit. So unterstützen sie sich häufig in der UNO und ihren Unterorganisationen, sind beide Mitglieder der Gruppe der 77 (und gehören dort beide zur Gruppe der 24), und sie arbeiten in der Cairns-Gruppe zusammen. Sie zählen zu den besonders aktiven und wichtigen Akteuren der Süd-Süd-Kooperation.
Neben ihrer politischen und auch militärischen Zusammenarbeit sind zudem ihre wachsenden Handelsbeziehungen zu nennen, außerdem pflegen sie einen regelmäßigen Austausch in Kultur und Sport.
Ein weiteres Verbindungsglied ist die gegenseitige Diaspora. Im Jahr 2024 waren 3.401 in Südafrika geborene Personen in Brasilien gemeldet, im Jahr 2023 zählte das brasilianische Außenministerium 3.600 brasilianische Staatsbürger in Südafrika. Dazu kommen ein nennenswerter Studentenaustausch und etwas gegenseitiger Tourismus.

## Geschichte

### Bis zum 19. Jahrhundert
Seit der Erschließung des Seewegs nach Indien durch Vasco da Gama 1498 und der Ankunft von Pedro Álvares Cabral in Brasilien im Jahr 1500 waren die heutigen Länder Brasilien und Südafrika durch die Handelsrouten des Portugiesischen Kolonialreichs verbunden. Während Brasilien danach Jahrhunderte lang portugiesische Kolonie war, richteten die Portugiesen jedoch in Südafrika keine Niederlassungen ein, das erst ab 1652 von Niederländern als ersten Europäern besiedelt wurde und im 18. Jahrhundert britische Kolonie wurde.
Brasilien rief 1822 seine Unabhängigkeit von Portugal aus.

### Seit dem 20. Jahrhundert

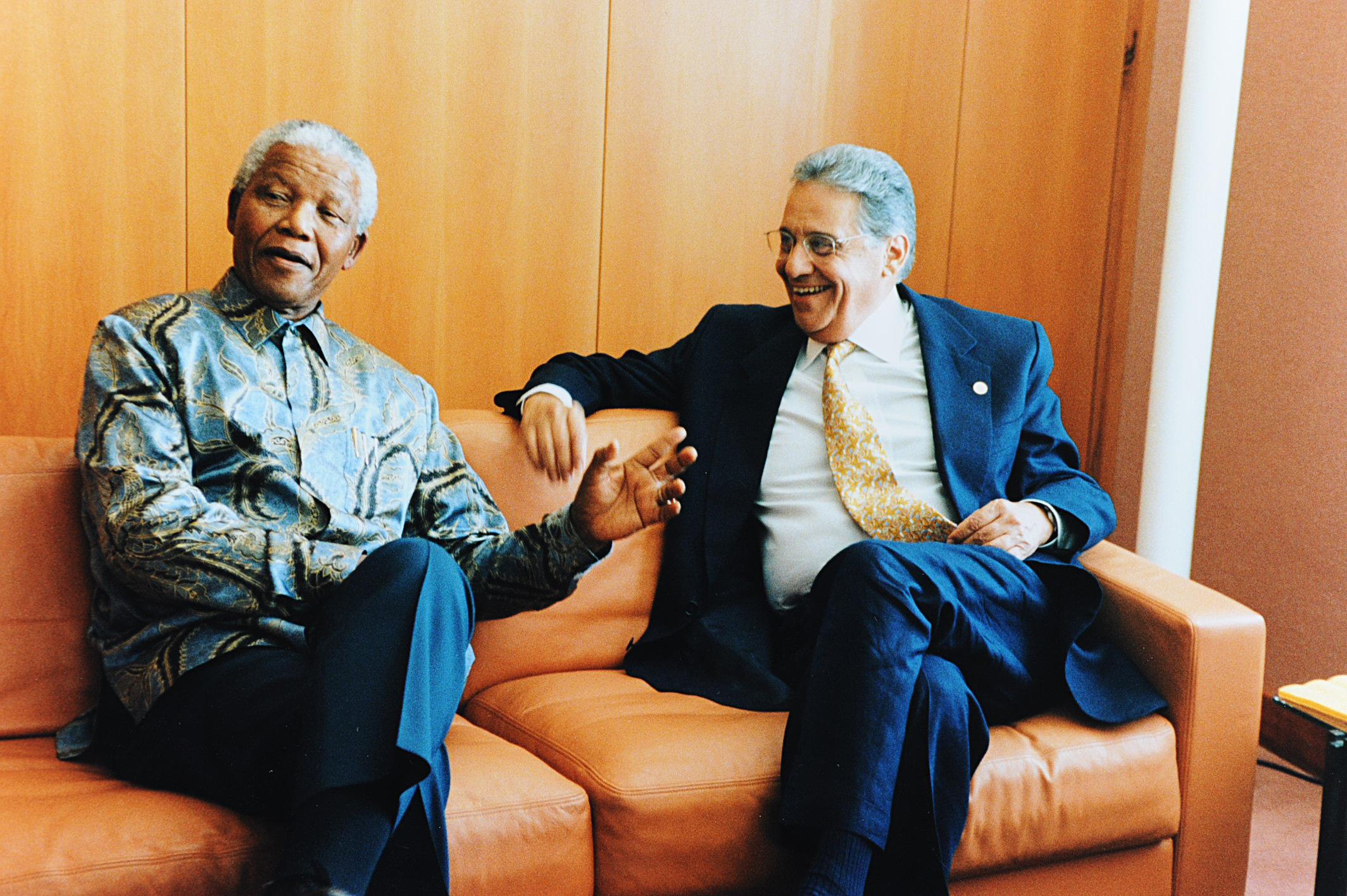
Der südafrikanische Präsident Nelson Mandela und sein brasilianischer Amtskollege Fernando Henrique Cardoso 1998 in Genf: seit dem Ende der Apartheid näherten sich beide Staaten stetig an.

Bereits 1918 eröffnete Brasilien in Kapstadt ein erstes Konsulat, bevor beide Staaten 1948 offizielle diplomatische Beziehungen aufnahmen und gegenseitige Vertretungen eröffneten, die sie 1971 (südafrikanische Vertretung) bzw. 1974 (brasilianische Vertretung) zur vollen Botschaft erhoben.
Im portugiesischen Kolonialkrieg in Angola (1961–1975) kämpften vereinzelt auch Brasilianer. Nach der Unabhängigkeit der portugiesischen Kolonien in Afrika, insbesondere Angola und Mosambik (beide 1975), gingen zahlreiche portugiesische Siedler nach Südafrika, ein Teil wanderte danach weiter nach Brasilien aus. Sie flohen vor den ausbrechenden Bürgerkriegen. Im Bürgerkrieg in Angola unterstützten Brasilien und Südafrika zunächst beide die FNLA, Brasilien mit wenigen Militärberatern und Ausbildern, Südafrika bereits mit eigenen Soldaten. Nach dem Sieg der MPLA erkannte Brasilien die neue Regierung an und entsandte keine regulären Militäreinheiten, wie es für ein FNLA-Sieg geplant war. Südafrika dagegen engagierte sich zunehmend auch mit eigenen Kräften gegen die Regierungstruppen in Angola. Es kam nun zu keiner nennenswerten brasilianisch-südafrikanischen Zusammenarbeit in Angola mehr.
Im Jahr 1985, dem Ende der rechten Militärdiktatur in Brasilien, legte Brasilien seinen Beziehungen zu Südafrika Beschränkungen auf, als Restriktion gegen die Apartheidpolitik. Einer der prominentesten Gegner und politischen Gefangenen des Apartheidregimes war Nelson Mandela. Er besuchte Brasilien 1991, nach seiner Freilassung und ersten Lockerungen der Apartheidpolitik 1990. In der Folge lockerte Brasilien 1992 seine Einschränkungen im Umgang mit Südafrika und hob sie mit dem Ende der Apartheid 1994 schließlich ganz auf.
1996 kam Brasiliens Präsident Fernando Henrique Cardoso als erster brasilianischer Staatschef zum Staatsbesuch nach Südafrika, 1998 kam Nelson Mandela als südafrikanischer Präsident zum Gegenbesuch. Seither finden regelmäßig gegenseitige Staatsbesuche auf allen Ebenen statt.
2002 fand das erste Treffen der gemeinsamen Kommission zur brasilianisch-südafrikanischen Zusammenarbeit statt. 2003 kam der neue brasilianische Präsident Lula da Silva zum Staatsbesuch, und das zweite Treffen ihrer Kooperationskommission fand statt. Seither intensivierten sich ihre Kooperationen und auch ihr bilateraler Handel, der 2004 erstmals die Grenze von einer Milliarde US-Dollar überschritt.
Nach dem dritten Treffen zur brasilianisch-südafrikanischen Zusammenarbeit 2004 trafen sie sich zusätzlich im Rahmen des ab 2006 eingerichteten IBSA-Dialogforums zwischen Brasilien, Indien und Südafrika. Ab 2009 rückten sie zusätzlich als Teil der BASIC-Staaten, der neuen Allianz der drei Staaten mit China zusammen.
2010 gingen Brasilien und Südafrika eine strategische Partnerschaft ein. Das umfangreiche Abkommen umfasst die Zusammenarbeit in Bereichen wie Verteidigung und Sicherheit, Nuklearenergie, Investitionen, Entwicklungszusammenarbeit und Freihandel. 2020 feierten beide Seiten das zehnjährige Bestehen ihrer Partnerschaft.
Während ihre manchmal abweichenden außenpolitischen Standpunkte ihre Beziehungen nicht beeinträchtigen, kommt es in ihrem Warenaustausch gelegentlich zu Differenzen. Ein Konflikt bezüglich südafrikanischer Antidumpingzölle gegen brasilianische Geflügelimporte ging 2012 zur Schlichtung bis zur Welthandelsorganisation, nachdem es in Südafrika zunehmend zu Protesten gegen brasilianische Importe kam. Der ausgesetzte, grundsätzlich aber weiter offene Disput belastete ihre Beziehungen dabei nicht tiefergehend, und generell bezeichnen beide Länder ihre Beziehungen ungebrochen als ausgezeichnet und pflegen eine enge Zusammenarbeit. Südafrika zählt Brasilien zu seinen wichtigsten Partnern in der Süd-Süd-Kooperation.

## Diplomatie

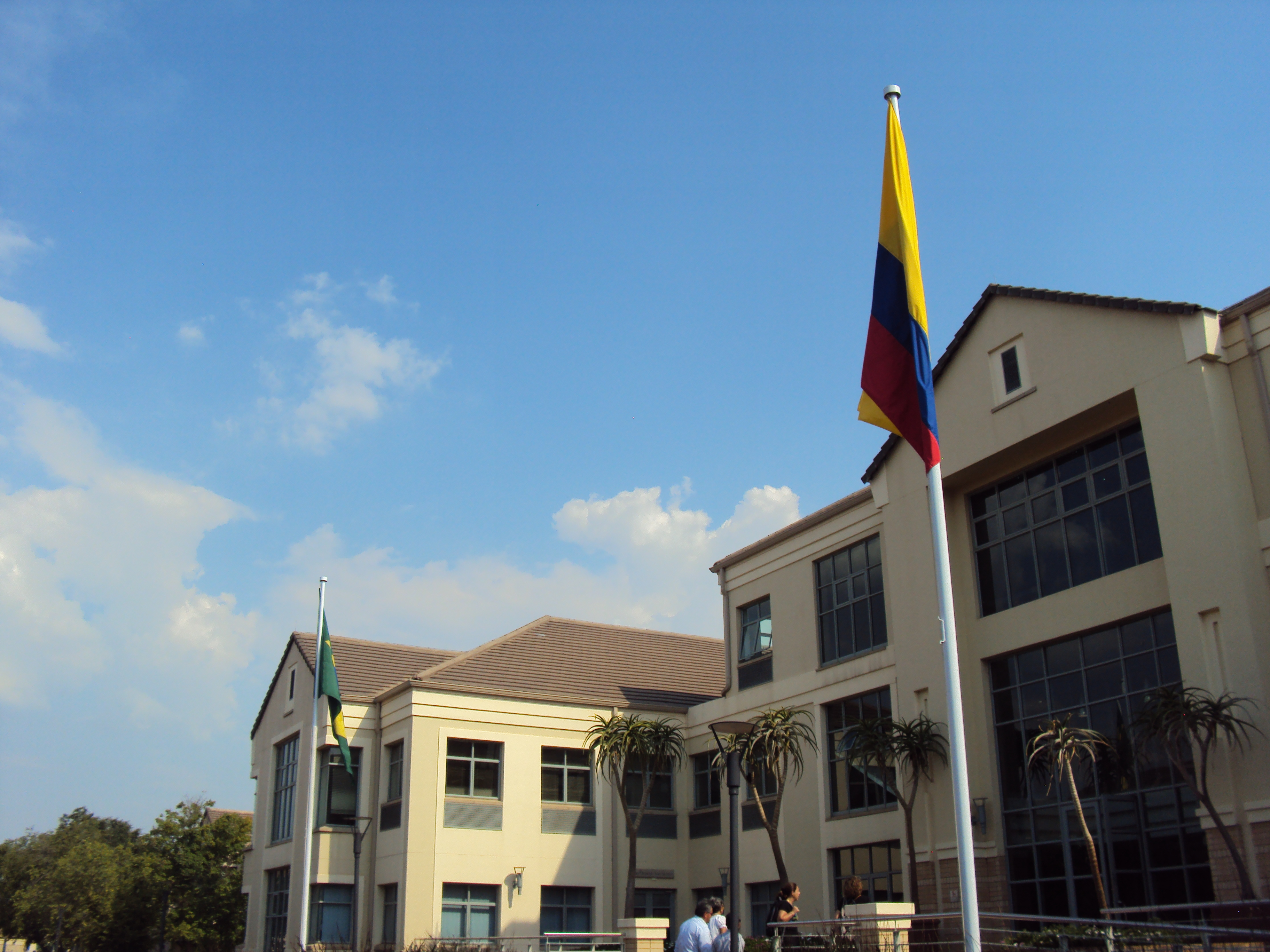
Die Botschaft Brasiliens (neben der kolumbianischen Vertretung) in Pretoria (2012).

Brasilien unterhält eine Botschaft in der südafrikanischen Hauptstadt Pretoria und ein Generalkonsulat in Kapstadt.
Südafrika führt eine Botschaft in der brasilianischen Hauptstadt Brasília und ein Generalkonsulat auf der Avenida Paulista in São Paulo.

## Wirtschaft
Im Jahr 2022 belief sich das bilaterale Handelsvolumen zwischen Brasilien und Südafrika auf knapp 2,62 Mrd. US-Dollar, mit einem Handelsbilanzüberschuss zu Gunsten Brasiliens in Höhe von etwa 900 Mio. US-Dollar.
Brasilien exportierte im Jahr 2022 Waren in Höhe von 1,76 Mrd. US-Dollar nach Südafrika, mit raffinierten Erdölprodukten als wichtigstem Ausfuhrgut (270 Mio. US-Dollar), gefolgt von Geflügelfleisch (200 Mio. US-Dollar) und Traktoren (108 Mio. US-Dollar).
Südafrika führte im gleichen Zeitraum Waren im Wert von 0,851 Mrd. US-Dollar nach Brasilien aus, mit Platin als wichtigstem Ausfuhrgut (297 Mio. US-Dollar), gefolgt von Briketts (81 Mio. US-Dollar) und Zentrifugen (79,7 Mio. US-Dollar).

## Kultur

### Institutionen
Das brasilianische Kulturinstitut Instituto Guimarães Rosa (bis 2022: Centro Cultural do Brasil) ist in der südafrikanischen Hauptstadt Pretoria mit einer Niederlassung, dem Instituto Guimarães Rosa Pretoria und Kooperationen und Lektoraten im Land präsent.

## Sport

### Fußball
Fußball ist in Brasilien unangefochtener Nationalsport. In Südafrika gehört es ebenfalls zu den beliebtesten Sportarten, und vor allem unter der schwarzen Bevölkerung gilt es dort als genauso unangefochtener Nationalsport.
Männer

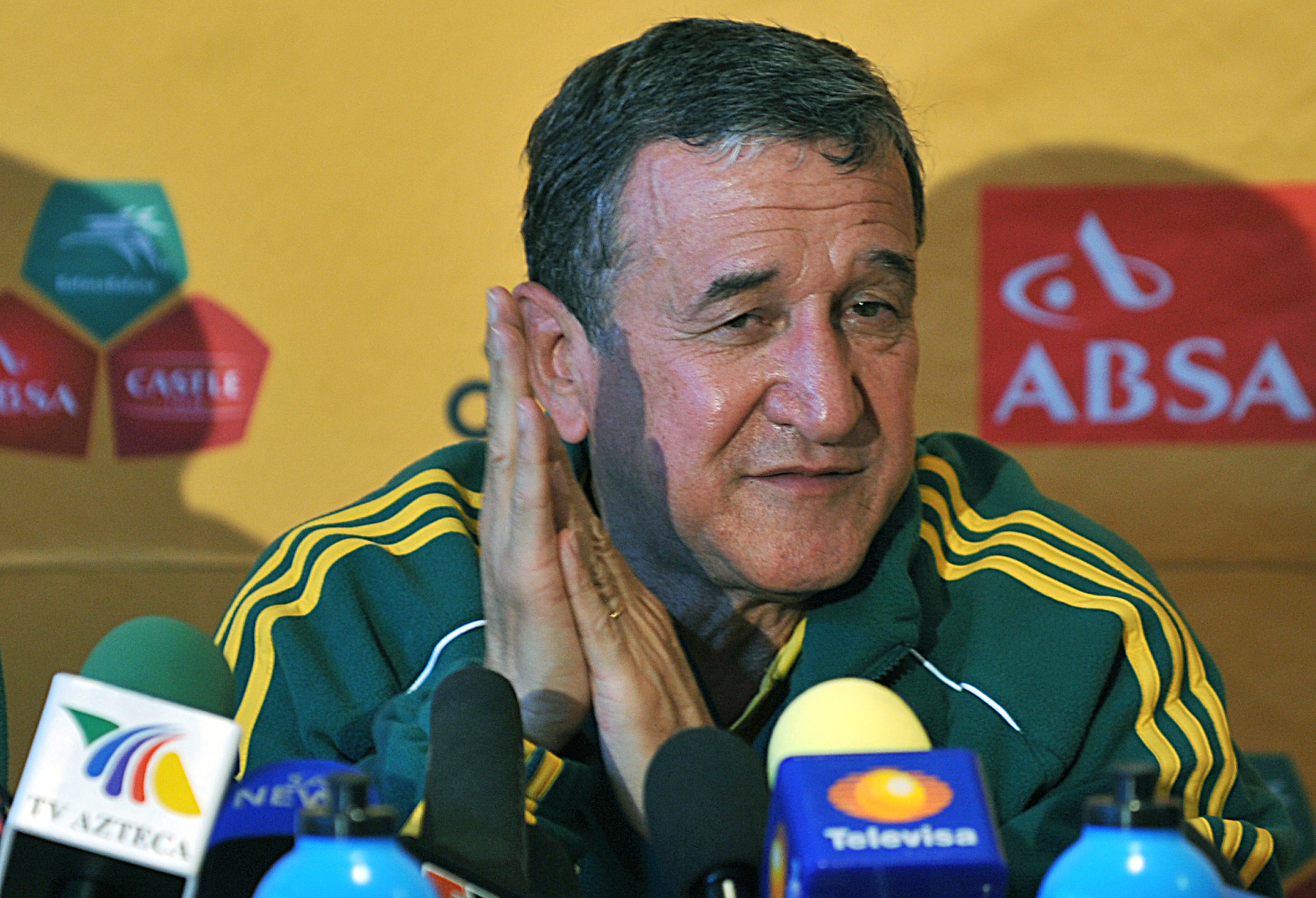
Südafrikas Nationaltrainer Carlos Alberto Parreira an der Witwatersrand-Universität am 4. Juni 2010

Die Brasilianische und die Südafrikanische Fußballnationalmannschaft trafen erstmals am 24. April 1996 aufeinander, das Freundschaftsspiel in Johannesburg endete 3:2 für Brasilien. Auch das nächste Freundschaftsspiel, am 7. Dezember 1997 erneut in Johannesburg, ihre Begegnung beim Confederations Cup 2009 am 25. Juni 2009, ihr Spiel am 7. September 2012 in São Paulo und ihr erneutes Zusammentreffen in Johannesburg am 5. März 2014 endeten mit brasilianischen Siegen, letzteres mit 5:0 besonders hoch.
Bei der WM 2010 in Südafrika trafen sie nicht aufeinander, und bei den brasilianischen Weltmeisterschaften 1950 und 2014 war Südafrika nicht vertreten.
Der Brasilianer Carlos Alberto Parreira war von 2007 bis 2010 Nationaltrainer Südafrikas, 2008–2009 unterbrochen durch seinen Landsmann Joel Santana. Der Brasilianer Walter da Silva trainierte 1996 den südafrikanischen Topklub Kaizer Chiefs, während sein Landsmann Júlio César Leal zwischen 2007 und 2016 die Erstligisten AmaZulu Durban (2007/08), Moroka Swallows (2008–2010), Orlando Pirates (2011/12) und Polokwane City FC (2015/16) trainierte.
Gelegentlich spielen brasilianische Fußballer auch in Südafrika. Seit 2024 spielt Arthur Sales beim Topklub Mamelodi Sundowns, wo auch sein Landsmann Lucas Ribeiro Costa bereits 2023 unterschrieb.
Einige Teams in Südafrika haben sich bei ihrer Gründung von brasilianischen Klubs inspirieren lassen, insbesondere Vasco da Gama, der sich auf den CR Vasco da Gama aus Rio da Janeiro bezieht (2016 fusioniert).
Frauen
Die Brasilianische und die Südafrikanische Frauen-Nationalelf trafen erstmals am 9. August 2016 aufeinander, das Spiel in der Gruppe E des Frauen-Fußballturniers bei der Olympiade 2016 in Manaus endete 0:0. Die nächsten beiden und bislang letzten (Stand: Dezember 2024) Begegnungen fanden 2022 statt, das Spiel am 2. September 2022 in Johannesburg endete 3:0, das am 5. September 2022 in Durban 6:0.
In Südafrika nimmt der Frauen-Fußballklub Brazilian Ladies Football Club Bezug zu Brasilien.

### Rugby
Rugby ist in Südafrika sehr populär, insbesondere unter der weißen Bevölkerung gilt es als Nationalsport. In Brasilien ist Rugby zwar ebenfalls schon lange, aber nicht vergleichbar verbreitet. Die 1932 erstmals zusammengestellte Brasilianische Rugby-Union-Nationalmannschaft trug ihr erstes Länderspiel gegen die Südafrikanische Rugby-Union-Auswahl aus, das Spiel gewann Südafrika. Brasilien traf danach in keinem seiner bislang 158 Test Matches (Stand Oktober 2024) wieder auf Südafrika.